# Askcistikola
Askcistikola (Cisticola cinereolus) är en fågel i familjen cistikolor inom ordningen tättingar.

## Utseende och läte
Askcistikolan är en stor och långstjärtad cistikola med streckad rygg. Karakteristiskt är avsaknad av rostrött eller brunt i fjäderdräkten liksom ljusa spetsar  på stjärtpennorna. Den liknar flera andra cistikolor, framför allt akaciacistikola, tanacistikola och borancistikola. Den skiljs dock på avsaknad av rostrött eller brunt i hjässan samt på sången, en kort och melodisk fras som vanligen faller i tonhöjd på slutet, men ibland stiger. Sången är vidare mycket mer melodisk än borancistikolans, med mer variation i tonhöjd. Lätena är ljusa och gnissliga.

## Utbredning och systematik
Askcistikola delas in i två underarter:
- C. c. cinereolus – förekommer i nordöstra Etiopien och södra Somalia
- C. c. schillingsi – förekommer i sydöstra Sydsudan, södra Etiopien, södra Somalia, Kenya och norra Tanzania

### Familjetillhörighet
Cistikolorna behandlades tidigare som en del av den stora familjen sångare (Sylviidae). Genetiska studier har dock visat att sångarna inte är varandras närmaste släktingar. Istället är de en del av en klad som även omfattar timalior, lärkor, bulbyler, stjärtmesar och svalor. Idag delas därför Sylviidae upp i ett antal familjer, däribland Cisticolidae.

## Levnadssätt
Askcistikolan hittas i torr törnsavann och törnbuskmarker. Den ses ofta sittande sjungande i toppen av en buske eller ett träd.

## Status
Arten har ett stort utbredningsområde och beståndet anses stabilt. Internationella naturvårdsunionen IUCN listar den därför som livskraftig (LC).